# アグリッピナ (小惑星)
アグリッピナ (645 Agrippina) は、小惑星帯に位置する小惑星である。マサチューセッツ州のタウントンでジョエル・ヘイスティングス・メトカーフによって発見された。
アグリッピナと呼ばれた古代ローマの著名な2人の女性、ウィプサニアと小アグリッピナにちなんで命名された。